# Elimia laqueata
Elimia laqueata är en snäckart som först beskrevs av Thomas Say 1829.  Elimia laqueata ingår i släktet Elimia och familjen Pleuroceridae.

## Underarter
Arten delas in i följande underarter:
- E. l. laqueata
- E. l. castanea
- E. l. costulata
- E. l. mutata